# A Passion Play
| Recensione       | Giudizio |
| ---------------- | -------- |
| AllMusic         |          |
| Progarchives     |          |
| George Starostin | [ 3 ]    |

A Passion Play è un concept album del 1973 dei Jethro Tull.

## Brani
Well I'll go to the foot of our stairs

Jack rabbit mister spawn a new breed

of love-hungry pilgrims (no bodies to feed)

Show me a good man and I'll show you the door

The last hymn is sung and the devil cries "More."»
Scenderemo in fondo alla nostra scala

Il leprotto ha generato una nuova stirpe

di pellegrini affamati d'amore (ma no ci son corpi da sfamare)

Mostrami un brav'uomo e ti mostrerò la porta

L'ultimo inno è stato cantato e il diavolo urla: "Ancora".»
(Jethro Tull, A Passion Play, part 2)

Nonostante l'album sia stato presentato come un unico lungo blocco (quindi senza la suddivisione in tracce), in realtà è costituito da una serie di pezzi diversi. Nell'edizione uscita nel 1998 compare anche la suddivisione dell'opera, cosa che non era presente invece nell'edizione su LP.

## Copertina
La copertina mostra una ballerina morta che perde sangue dalla bocca distesa sul palco di un teatro dopo essersi sparata.

## Trama
L'opera narra della storia di un certo Ronnie Pilgrim il quale, dopo morto, sperimenta il giudizio e l'aldilà, visitando paradiso e inferno, per poi rinascere. È quindi un'unica storia e per questo motivo l'album è stato presentato come un movimento unico.
La storia, apparentemente banale, nasconde in realtà una miriade di allegorie e allusioni che fanno di A Passion Play il disco più complesso nella storia della band.
Il pezzo centrale dell'album , The Story of the Hare Who Lost His Spectacles, molto umoristico con gli animali come protagonisti, recitato (non cantato) da Jeffrey Hammond, accompagnato da teatro da camera con gruppo e orchestra.
Il testo di questo brano non c'entra assolutamente nulla con il resto dell'album e molto probabilmente ha la funzione di sdrammatizzare la serietà di tutta l'opera nonostante anche in questo caso (come al solito da parte di Ian Anderson) le allusioni non manchino.

## Storia
Il 30 luglio del 2014 venne pubblicata la Collector's Edition dell'album, con il sottotitolo An Extended Performance. A Passion Play venne riproposto in un box set con 2 CD, 2 DVD e, separatamente, il vinile, contenenti tutti i brani remixati da Steven Wilson e brani extra tratti da The Chateau D'Herouville Sessions del 1973, in precedenza pubblicate parzialmente nel box set 20 Years of Jethro Tull (1988) e in Nightcap (1993). Il brano Sailor è inedito.

## Tracce
1. A Passion Play (Parte 1) - 21:36 (Anderson)
2. A Passion Play (Parte 2) - 23:31 (Anderson), contenente:
  - The Story of the Hare Who Lost His Spectacles (Anderson / Hammond / Evan)

### CD 1998
1. Lifebeats - 1:14
2. Prelude - 2:14
3. The Silver Cord - 4:29
4. Re-Assuring Tune - 1:11
5. Memory Bank - 4:20
6. Best Friends - 1:58
7. Critique Oblique - 4:38
8. Forest Dance, No. 1 - 1:35
9. The Story of the Hare Who Lost His Spectacles - 4:18
10. Forest Dance, No. 2 - 1:12
11. The Foot of Our Stairs - 4:18
12. Overseer Overture - 4:00
13. Flight From Lucifer - 3:58
14. 10.08 To Paddington - 1:04
15. Magus Perdé - 3:55
16. Epilogue - 0:44

### A Passion Play - An Extended Performance

#### Disco 1
1. Lifebeats/Prelude (Steven Wilson Stereo Mix)
2. The Silver Cord (Steven Wilson Stereo Mix)
3. Re-Assuring Tune (Steven Wilson Stereo Mix)
4. Memory Bank (Steven Wilson Stereo Mix)
5. Best Friends (Steven Wilson Stereo Mix)
6. Critique Oblique (Steven Wilson Stereo Mix)
7. Forest Dance #1 (Steven Wilson Stereo Mix)
8. The Story Of The Hare Who Lost His Spectacles (Steven Wilson Stereo Mix)
9. Forest Dance #2 (Steven Wilson Stereo Mix)
10. The Foot Of Our Stairs (Steven Wilson Stereo Mix)
11. Overseer Overture (Steven Wilson Stereo Mix)
12. Flight From Lucifer (Steven Wilson Stereo Mix)
13. 10.08 To Paddington (Steven Wilson Stereo Mix)
14. Magus Perde (Steven Wilson Stereo Mix)
15. Epilogue (Steven Wilson Stereo Mix)

#### Disco 2
1. The Big Top (The Chateau D'Herouville Sessions) [Steven Wilson Stereo Mix]
2. Scenario (The Chateau D'Herouville Sessions) [Steven Wilson Stereo Mix]
3. Audition (The Chateau D'Herouville Sessions) [Steven Wilson Stereo Mix]
4. Skating Away On The Thin Ice Of The New Day (The Chateau D'Herouville Sessions) [Steven Wilson Stereo Mix]
5. Sailor (The Chateau D'Herouville Sessions) [Steven Wilson Stereo Mix]
6. No Rehearsal (The Chateau D'Herouville Sessions) [Steven Wilson Stereo Mix]
7. Left Right (The Chateau D'Herouville Sessions) [Steven Wilson Stereo Mix]
8. Only Solitaire (The Chateau D'Herouville Sessions) [Steven Wilson Stereo Mix]
9. Critique Oblique (Part 1) (The Chateau D'Herouville Sessions) [Steven Wilson Stereo Mix]
10. Critique Oblique (Part 2) (The Chateau D'Herouville Sessions) [Steven Wilson Stereo Mix]
11. Animelee (1st Dance) (The Chateau D'Herouville Sessions) [Steven Wilson Stereo Mix]
12. Animelee (2nd Dance) (The Chateau D'Herouville Sessions) [Steven Wilson Stereo Mix]
13. Law Of The Bungle (Part 1) (The Chateau D'Herouville Sessions) [Steven Wilson Stereo Mix]
14. Tiger Toon (The Chateau D'Herouville Sessions) [Steven Wilson Stereo Mix]
15. Law Of The Bungle (Part 2) (The Chateau D'Herouville Sessions) [Steven Wilson Stereo Mix]

#### DVD 1
1. A Passion Play (5.1 Dts) - (Dolby Digital Surround Sound) - (96/24 Pcm Stereo) - (Original Master)
2. The Story Of The Hare Who Lost His Spectacles
3. Intro/Outro Passion Play Film Footage

#### DVD 2
1. The Chateau D'Herouville Sessions (5.1 Dts) - (Dolby Digital Surround Sound) - (96/24 Pcm Stereo) - (Original Master)

## Formazione
- Ian Anderson: voce, flauto, chitarra acustica, sassofono
- Martin Barre: chitarra elettrica
- Jeffrey Hammond: basso, voce narrante in "The Story of the Hare Who Lost His Spectacles"
- Barriemore Barlow: batteria
- John Evan: tastiere, voce

## Classifiche
| Classifica (1973) | Posizione massima |
| ----------------- | ----------------- |
| Australia         | 9                 |
| Austria           | 4                 |
| Canada            | 1                 |
| Germania          | 5                 |
| Italia            | 5                 |
| Norvegia          | 5                 |
| Regno Unito       | 16                |
| Stati Uniti       | 1                 |